# Waterstad (Boedapest)

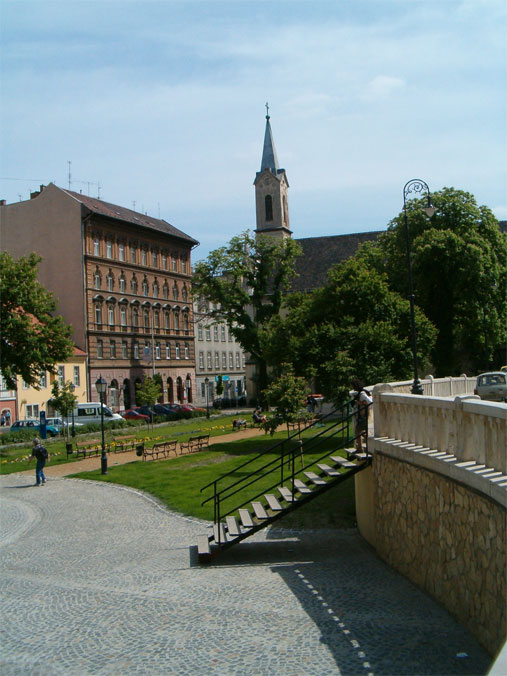

De Waterstad (Hongaars: Víziváros) ligt beneden aan de voet van het Vissersbastion (Halászbástya) aan de Boeda-zijde van Boedapest (District I en District II).
Lang geleden liep een belangrijke weg in de Romeinse tijd van het gebied bij de huidige Kettingbrug (Lánchíd) in de richting van Aquincum.
In de Middeleeuwen was het de hoofdstraat van de voorstad van Boeda, de zogenaamde "Waterstad" (Víziváros). Ook nu nog heet de straat "Hoofdstraat" (Fő utca).
Tot de Turkse tijd lag deze wijk, waar vooral vissers, koop- en handwerklieden woonden, nog binnen de vestingburcht.
De Turken legden hier vele baden aan, waarvan er nog enkele behouden zijn. De Fő utca begint bij het Clark Ádám tér, aan de Boeda-zijde van de Kettingbrug. Hier begint ook de kilometertelling voor alle van Boedapest uitgaande hoofdverkeerswegen. 
Bij het kleine standbeeld op een symbolische kilometersteen staat de inscriptie 0 km (Miklós Borsos).